# Oplysningens dialektik
Oplysningens dialektik er en bog af Theodor Adorno og Max Horkheimer, hvori de bl.a. fremfører idéen om kulturindustrien. Tanken med dette begreb er, at populærkulturen kan ligne en stor fabrik, der producerer standardiserede ”kulturprodukter,” der manipulerer masserne til at blive passive, og at de "enkle fornøjelser" som populærkulturen tilbyder, får mennesker til at blive sløve og får dem til at affinde sig deres økonomiske livsforhold, lige meget hvor ringe det er. Horkheimer og Adorno mener, at selvom to forskellige kulturprodukter ser ud til at være forskellige, så er dette blændværk. Ifølge deres tankegang er alle populærkulturelle tekster skåret over samme skabelon på måde, så masserne aldrig skal anstrenge sig for at afkode, det de ser, læser eller og hører. Litteraten Anne H. Stevens opsummerer således: "De kritiserer Hollywood-film, populærmusik og selv Disney-tegnefilm som kapitalistiske redskaber, der hjernevasker masserne, så de ikke kan tænke selv." Stevens bemærker, at Adorno og Horkheimers synspunkter gerne kan virke både fordømmende og elitære, men at de udmærker sig ved at påpege et ideologisk lag i ellers tilforladelig populærkulturelle tekster.
Adorno og Horkheimer opfatter denne masseproducerede kultur som modsætning til den mere svært tilgængelige højkultur. Adorno og Horkheimer mener, at kulturindustriens produkter idylliserer samfundet i stedet for at være kritisk over for det. De skriver: ”Men den oprindelige affinitet mellem forretning og underholdning viser sig i dennes egen mening: apologien for samfundet.” Underholdningsprodukter udtrykker derfor justificerende ideologiske synspunkter.Ud fra tanken om at kunsten bør anspore til en fri og kritisk tankegang er kulturindustrien dermed en undergravelse af selve kunstens idealer og dens berettigelse.

## Kritik
Adorno og Horkheimers kultur- og mediesyn er blevet kritiseret for at være meget pessimistisk. Per Stig Møller skriver fx at det "At skære underholdningen over én kam siger mere om [Horkheimer og Adorno] end om underholdningen." Stuart Hall har argumenteret for at populærkultur ikke kun bør forstås som fordummende underholdning til masserne eller som udelukkede at være en kapitalistisk måde at tjene penge på. Denne holdning er karakteristisk for den britiske tradition for kulturstudier, der generelt set ikke er mistænksom over for populærkulturen som Adorno og Horkheimer.